# Karl Dietel

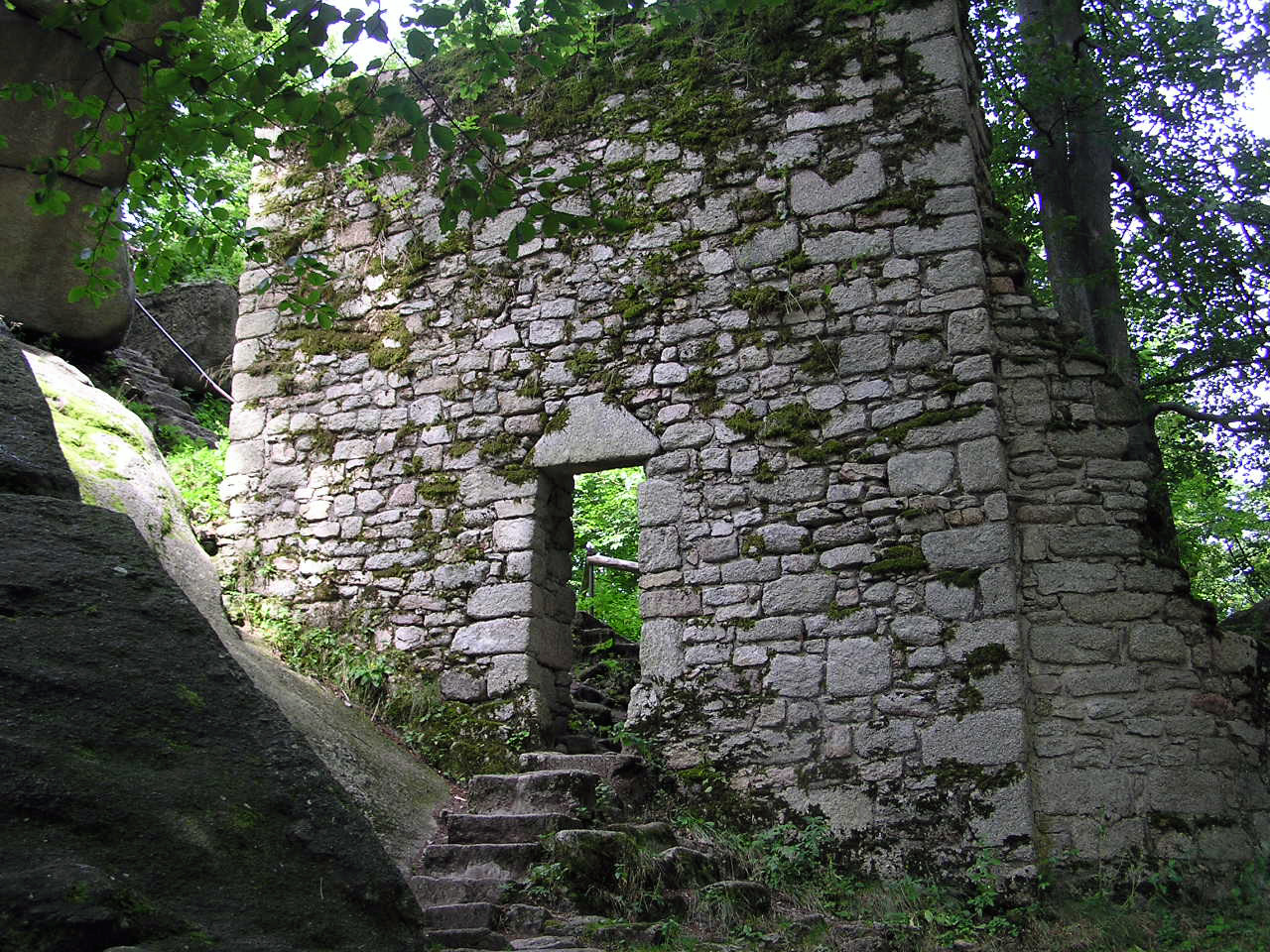
Kapellenruine am Waldstein

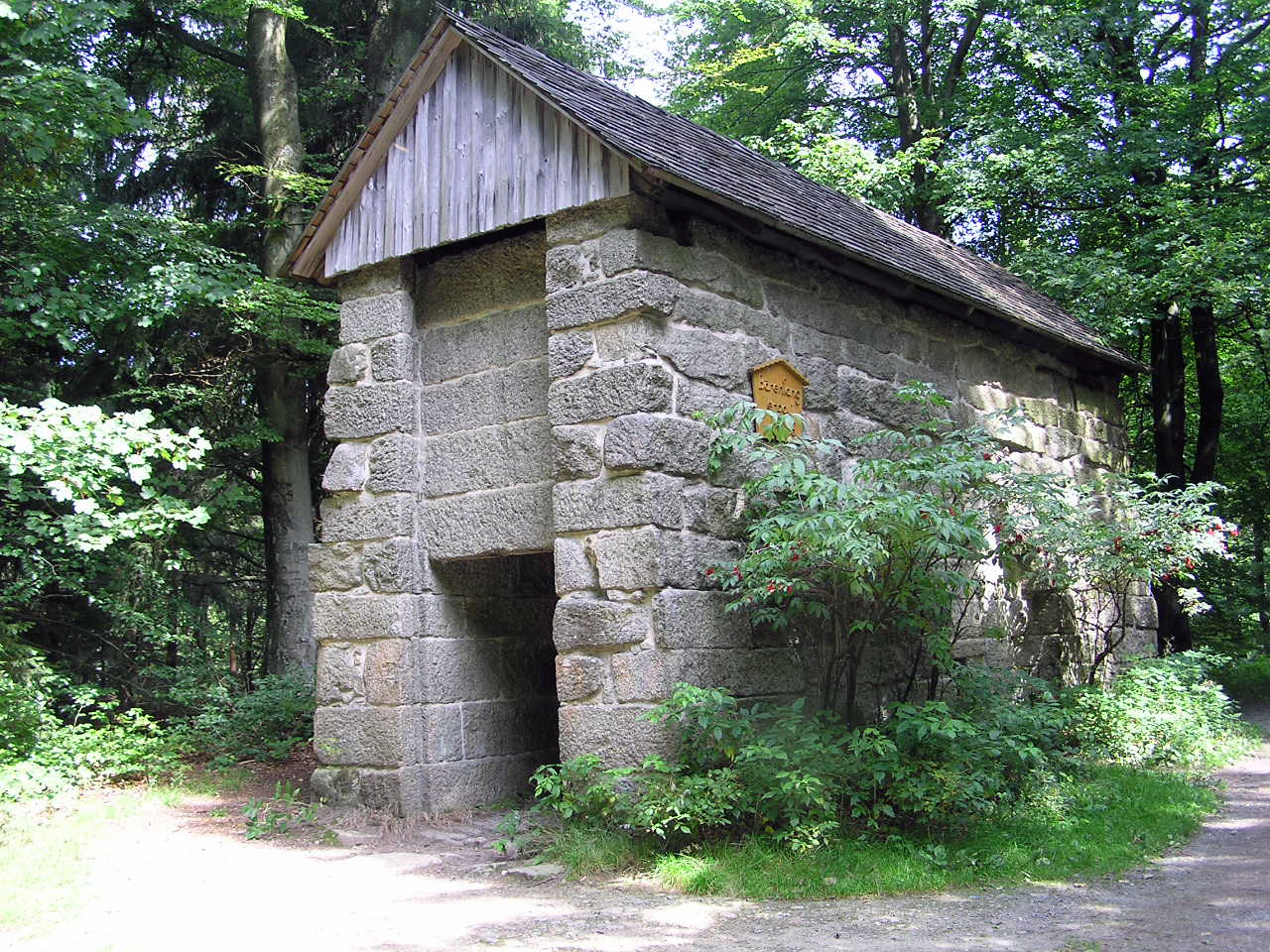
Bärenfang am Waldstein

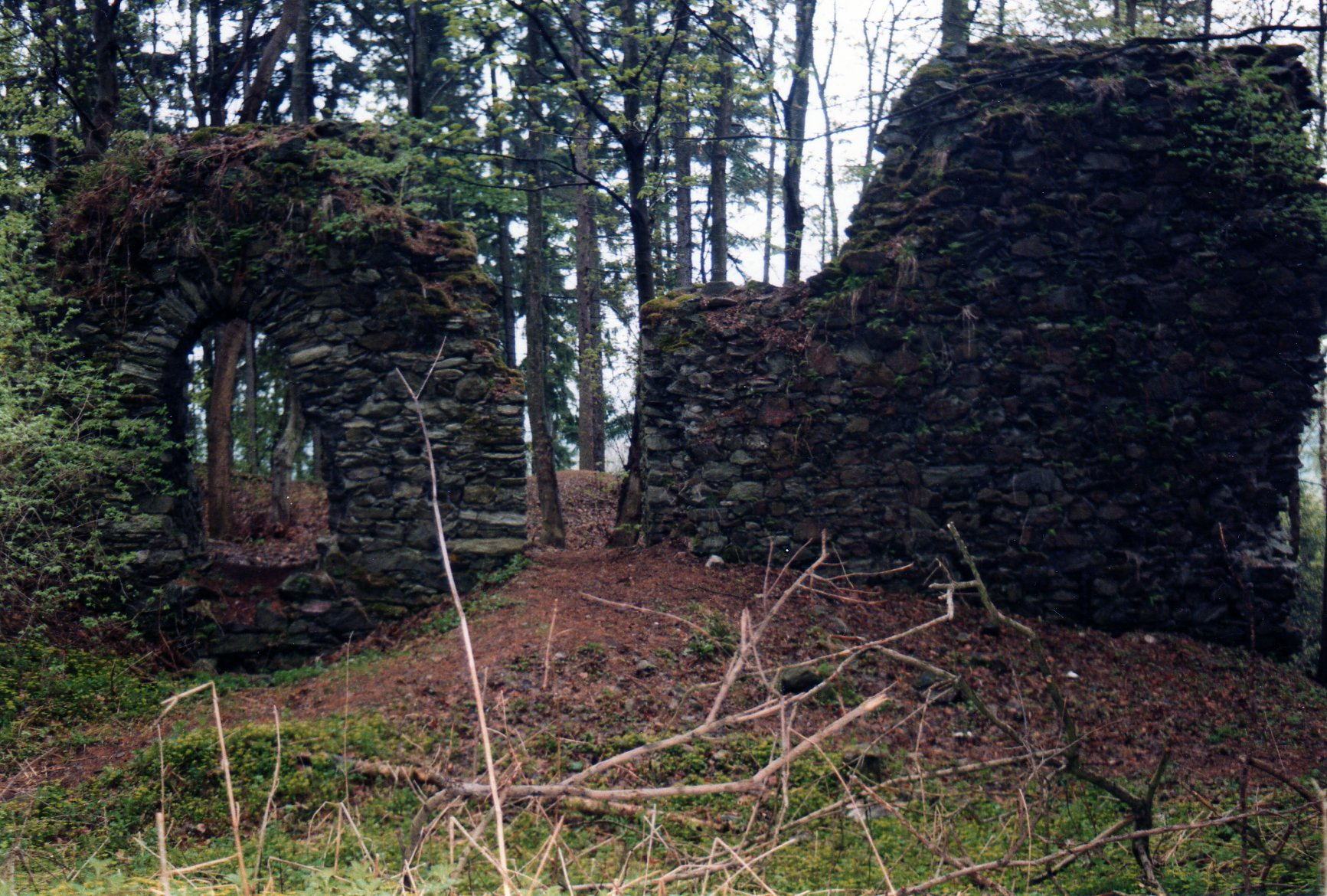
Burgruine Uprode

Karl Dietel (* 27. Februar 1912; † 18. März 1996 in Münchberg) war ein deutscher Kreisheimatpfleger des Landkreises Münchberg, Chronist und Heimatforscher im Fichtelgebirge.

## Leben
Am 1. Oktober des Jahres 1948 wurde Karl Dietel als Bahnhofsvorsteher nach Münchberg versetzt und konzentrierte von da an seine Forschungen ganz auf diesen Bereich. Ab 1952 war er ehrenamtlicher Mitarbeiter des Landesamtes für Denkmalpflege in Franken. Er verstarb 84-jährig am 18. März 1996.

### Ausgrabungen am Waldstein
In den Jahren 1960 bis 1974 erforschte er die Ostburg auf dem Großen Waldstein und konnte durch systematische Grabungen die Meinung seiner Vorgänger, wie Ludwig Zapf, korrigieren und ein wissenschaftliches Fundament für die weitere Forschung über den Waldstein begründen. Die Grabungen bei der Ostburg beschrieb er in einer Arbeit ausführlich und fertigte Lagepläne der Mauerreste samt einer ersten Datierung der Bausubstanz, die heute fast gänzlich wieder überwachsen ist.

### Literarisches Werk
Seine Arbeiten befassen sich vorrangig mit der Geschichte von Burgen und Siedlungen im Raum des früheren Landkreises Münchberg und im Hofer Raum, z. B. Münchberg, Schweinsbach, Sparneck (mit Kloster und gleichnamigem Geschlecht), Uprode, Waldstein mit Bärenfang. Seine anschaulichen Aufsätze und Bücher, die sich nicht nur an Fachleute wenden, sind geprägt von sorgfältigem Quellenstudium und zum Teil auch erstmaligen Beobachtungen und Vermessungen vor Ort. Er hat dazu beigetragen, lokale Geschichte vor Ort populär zu machen. Insgesamt legte er 250 Publikationen vor.

### Ehrungen und Auszeichnungen
- Bundesverdienstkreuz am Bande (1975)
- Bürgermedaille der Stadt Münchberg (1977)
- Denkmalschutzmedaille (1980)
- Ludwig-Gebhardt-Preis der Oberfrankenstiftung (1985)
- Kulturpreis des Fichtelgebirgsvereins in Sparneck (1985)

## Werke (Auswahl)
- Turmhügel im Herzen der Münchberger Senke. In: Archiv für Geschichte von Oberfranken. Bd. 41, 1961, S. 222–226.
- Münchberg. Geschichte einer Amts- und Industriestadt. Band 1: Bis zum Übergang an Bayern 1810. Stadt Münchberg, Münchberg 1963.
- Hallerstein, Kreis Münchberg. Schloß, Herrschaft, Kirche und Dorf. In: Archiv für Geschichte von Oberfranken. Bd. 50, 1970, S. 5–106.
- Mittelalterliche Topfdeckel vom Großen Waldstein. Ein Beitrag zur Erforschung der mittelalterlichen Fichtelgebirgs-Keramik. In: Archiv für Geschichte von Oberfranken. Bd. 53, 1973, S. 5–30.
- Der Burgstall in Rehau, Kreis Hof. Geschichte und Ausgrabungsergebnisse. In: Archiv für Geschichte von Oberfranken. Bd. 54, 1974, S. 85–122.
- Das ehemalige Kloster in Sparneck, Landkreis Hof. In: Archiv für Geschichte von Oberfranken. Bd. 56, 1976, S. 63–74.
- Ein hallstattzeitlicher Friedhof bei Osseck am Wald, Gemeinde Regnitzlosau. In: Archiv für Geschichte von Oberfranken. Bd. 64, 1984, S. 67–77.
- Der Große Waldstein im Fichtelgebirge. Natur, Gegenwart, Geschichte (= Das Fichtelgebirge. H. 1, ZDB-ID 2400104-1). Arbeitskreis für Heimatkundliche Schriften im Fichtelgebirgsverein, Hof 1987.